# 宋鲁郑
宋鲁郑（1969年—），祖籍山东滨州，生于河南郑州，旅居法国的中国学者、时事评论家、撰稿人，复旦大学中国研究院研究员。宋鲁郑1993年本科毕业于山东师范大学中文系，曾在山东省滨州市人民政府任职，后留学法国里尔高等商业学院获得硕士学位。他曾为《欧洲时报》、《侨报》、《联合早报》、BBC，人民网、《求是》、《红旗文稿》、《国际先驱论坛报》、《参考消息》等多家媒体撰稿。他的兼职包括山东同乡会副会长、旅法中国同学会副会长、巴黎文化沙龙秘书长、山东省海外交流协会常务理事等。宋鲁郑主张中华人民共和国政治制度优于西方国家，他出版的专著主要有三本文集《中国能赢》，代表文章有《中国为什么要怀疑西方的“普世价值”？》、《中国的政治制度何以优于西方》等。

## 生平
1993年，宋鲁郑在山东师范大学中文系获得学士学位。他在山东省滨州市计划经济与改革委员会工作至1999年。据称，他在1999年时被评为“滨州第一届青年藏书家”。有报道称，他共在滨州市计委工作过十年。2000年，宋鲁郑赴法国留学，后来在里尔高等商业学院物流专业获得硕士学位。毕业后，他曾在法国以经商为业。
据媒体报道，宋鲁郑在2007年下半年开始撰写评论文章并引发关注。2007年10月，美国总统乔治·沃克·布什接见达赖喇嘛，达赖喇嘛还访问了美国国会。达赖喇嘛声明称，愿意在中国宪法框架下解决西藏问题。很多人认为达赖喇嘛向中央政府示好的举动相当反常、难以理解。宋鲁郑撰文称，留给达赖喇嘛的时间不多了，达赖的谈判筹码一天天变少。这篇文章在法国华人圈内传播，引发了关注，《欧洲时报》得到宋鲁郑的同意后转载了文章。《人民日报》巴黎分社社长后来也与宋鲁郑见面，邀请他在人民网上开办专栏。
2009年2月，中国共产党的高级理论刊物《红旗文稿》将宋鲁郑的《中国为什么要怀疑西方的“普世价值”？》一文作为封面特稿刊出。当时《红旗文稿》同时刊发了五篇批评西方民主、反对普世价值的文章，新华网也将五篇文章转载到头条，中国的地方政府网站随后纷纷效仿。2009年3月18日，《参考消息》整版刊登了宋鲁郑的《中国的政治制度何以优于西方》全文。媒体称，由于短时间内两篇文章得到重要期刊的赏识，宋鲁郑觉得自己适合从事政治研究，从此开始研究中西政治制度比较。宋鲁郑后来被聘为复旦大学中国研究院研究员、中国共青团中央网络公开课授课教师。

## 研究与主张
宋鲁郑主要研究中西政治制度比较、国际关系、海峡两岸关系。
宋鲁郑认为，很多西方媒体和学者用西方价值观和意识形态评判、指责中国，这些评论是不公正的；部分中国学者不加分辨地赞美西方政治制度与意识形态，他们的想法脱离实际、有损中国国家利益。他认为，中华人民共和国现行政治制度拥有六大优势：第一，西方国家政府因选举而频繁轮换，中国政府可以保持政策的稳定性、进行长远规划；第二，中国制度更高效；第三，西方政治的腐败是刚性腐败，选举胜利后当选人必然会回报金主，中国的腐败不是刚性腐败而是人性腐败；第四，西方国家执政党与反对党时常推卸责任，中国政府更负责任；第五，西方国家随政党轮替必然有优秀人才下野、造成人才浪费，中国制度胜在人才培养、选拔而且没有浪费；第六，西方国家的选举仅仅代表部分群体的利益，而中国制度下政府代表全民利益。

## 作品
宋鲁郑的主要作品有红旗出版社出版的三本均题为《中国能赢》的文集，即《中国能赢：中国的制度模式何以优于西方》、《中国能赢：只有去中国才能看到未来》、《中国能赢：中国政治自信从何而来》。此外，红旗出版社还出版了他的作品《民主的真相》，台湾福隆出版社出版了他的《变局：从中国崛起看西方民主的没落》。
他的其他代表性文章有《中国为什么要怀疑西方的“普世价值”？》、《比较政治：中国的一党制何以优于西方的多党制？》、《民主究竟有什么好？》、《中国实行民主的条件》。